# Naturalrestitution
Naturalrestitution (lat.: natura, ursprünglich; restituere, wiederherstellen) ist ein Begriff der Rechtswissenschaft.
Seine Bedeutung stimmt mit dem Wortlaut des § 249 Abs. 1 BGB überein:
„Wer zum Schadensersatz verpflichtet ist, hat den Zustand herzustellen, der bestehen würde, wenn der zum Ersatz verpflichtende Umstand nicht eingetreten wäre.“
So kann z. B. bei einer Sachbeschädigung der Geschädigte verlangen, dass der Schädiger die beschädigte Sache repariert. § 249 BGB ist trotz des missverständlichen Wortlautes keine Anspruchsgrundlage, sondern regelt nur die Art und den Umfang eines Schadenersatzanspruches. Der Anspruch muss sich dem Grunde nach aus einer anderen Norm ergeben (z. B. aus § 823 BGB).

## Verhältnis zu anderen Formen des Schadensersatzes
Die Naturalrestitution ist im deutschen Recht anderen Formen des Schadensersatzes (Schadenskompensation nach §§ 251, 253 BGB) gegenüber vorrangig. Das ist eine Besonderheit z. B. im Vergleich mit den angelsächsischen Rechtsordnungen, die einen solchen Vorrang nicht kennen. Der deutsche Ansatz ist historisch zu erklären. Bei Abfassung des BGB wurde vor allem die Wegnahme einer Sache als Schadensfall diskutiert – weniger Sachbeschädigung und Körperverletzung, die heute im Vordergrund stehen. Bei der Wegnahme ist die Naturalrestitution (= Herausgabe) die einfachste und ökonomisch günstigste Form, den entstandenen Schaden auszugleichen. Zugleich verhindert sie, dass jemand einem anderen nach Art eines „Zwangskaufs“ eine Sache wegnimmt, die dieser nicht hergeben will, um ihn mit Wertersatz abzufinden. Andere Rechtsordnungen müssen zu Strafschadensersatz und anderen Mitteln greifen, um dies zu verhindern.

### Ausnahmen vom Vorrang der Naturalrestitution
§ 249 Abs. 2 BGB regelt im ersten Satz, dass der Gläubiger statt der Naturalrestitution bei der Verletzung von Personen oder der Beschädigung von Sachen Geldersatz verlangen kann. Bei einem Vorgehen nach § 249 Abs. 2 BGB stehen dem Geschädigten zwei Wege zur Verfügung. Er kann entweder auf Basis der Reparaturkosten abrechnen und den Reparaturaufwand, das heißt die Reparaturkosten und die Wertminderung, verlangen oder er kann sich eine gleichwertige Sache anschaffen und den Wiederbeschaffungsaufwand, das heißt den Wiederbeschaffungswert abzüglich des Restwertes der beschädigten Sache, verlangen. Von beiden genannten Möglichkeiten hat der Geschädigte im Regelfall die günstigere zu wählen. Die Rechtsprechung gesteht dem Geschädigten aber ein gewisses Affektionsinteresse zu.

## Anwendungsbereich
Die Naturalrestitution nach § 249 Abs. 1 BGB sowie der Geldersatz nach § 249 Abs. 2 Satz 1 BGB finden bei materiellen wie bei immateriellen Schäden statt.

## Österreich und Liechtenstein
§ 1323 ABGB sieht auch für Österreich die Naturalrestitution vor (ebenso § 1323 liechtensteinisches ABGB).